# Sir Hugh Rose Island
Sir Hugh Rose Island często nazywana również Hugh Rose Island lub Koichowa-Bar to najbardziej na południe wysunięta wyspa Archipelagu Ritchie w Andamanach.

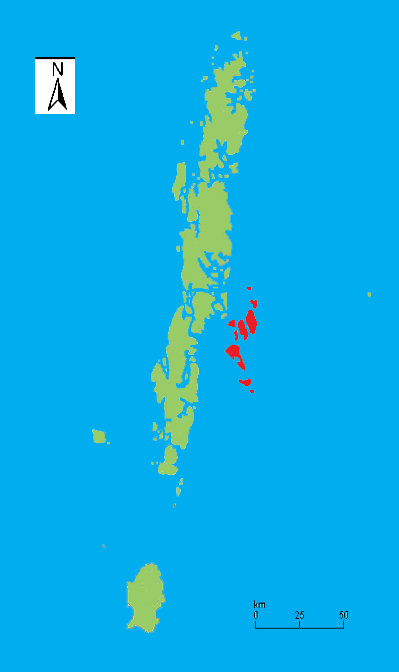
Mapa Andamanów z Archipelagiem Ritchie (w kolorze czerwonym).